# Kup (gmina)
Kup (w latach 1945–1946 Kupy) – dawna gmina wiejska istniejąca w latach 1945–1954 w woj. śląskim i woj. opolskim (dzisiejsze woj. opolskie). Siedzibą władz gminy był Kup.
Gmina zbiorowa Kupy powstała po II wojnie światowej (w grudniu 1945) w powiecie opolskim na terenie tzw. Ziem Odzyskanych (tzw. I okręg administracyjny – Śląsk Opolski), powierzonym 18 marca 1945 administracji wojewody śląskiego, a z dniem 28 czerwca 1946 przyłączonym do woj. śląskiego (śląsko-dąbrowskiego). 
Według stanu z 1 stycznia 1946 gmina składała się z 4 gromad: Kupy, Brynica, Kaniów i Ładza oraz części Lasów Państwowych (Nadleśnictwo Opole Północ). 6 lipca 1950 zmieniono nazwę woj. śląskiego na katowickie; równocześnie gmina Kup wraz z całym powiatem opolskim weszła w skład nowo utworzonego woj. opolskiego.
Według stanu z 1 lipca 1952 gmina składała się z 4 gromad: Brynica, Kaniów, Kup i Ładza. Gmina została zniesiona 29 września 1954 wraz z reformą wprowadzającą gromady w miejsce gmin. Jednostki nie przywrócono 1 stycznia 1973 wraz z kolejną reformą reaktywującą gminy.